# Giro di Romagna 1910
Il Giro di Romagna 1910, prima storica edizione della corsa, si svolse il 1º maggio 1910 su un percorso di 308 km. 
L'iscritto più noto era Luigi Ganna, vincitore nel 1909 della prima edizione del Giro d'Italia. Si riuscì ad organizzare una competizione internazionale poiché alla partenza di presentò un discreto numero di ciclisti francesi e tedeschi.
Il percorso della prima storica edizione si muoveva in direzione nord: furono toccate in successione Fusignano, Alfonsine e poi Longastrino, ai confini con il Ferrarese. Dopo Lavezzola, si seguì il corso del fiume Santerno in direzione sud fino a Sant'Agata. Da qui si percorse un breve tratto di Strada San Vitale attraversando Massa Lombarda e giungendo sulla Via Selice. Si percorse tutta la Selice fino ad Imola. Qui cominciò il lungo tratto della Via Emilia. Partivano dalla strada romana le due salite del Giro: la prima portava da Castel Bolognese a Riolo Terme. Dalla valle del Senio si passava alla valle del Lamone per poi scendere a Brisighella, dov'era posto un traguardo volante. Un altro traguardo era fissato a Faenza. Da Faenza si percorreva di nuovo la via Emilia fino a Santarcangelo. Qui iniziava la seconda salita del Giro, che portava a San Marino. Si saliva dalla parte di Verucchio e si scendeva dalla parte di Serravalle. Giunti a Rimini, iniziava il lungo tratto della Strada Adriatica che portava i corridori a Viserba, Cesenatico, Cervia, Classe e Ravenna. Il Giro era quasi finito: la Via Faentina portava i corridori a Russi, poi dalla via Madrara si arrivava a Cotignola. Qui si percorreva la via Naviglio fino a Bagnacavallo. In 5 km si era a Lugo per il traguardo finale.
La vittoria fu appannaggio del francese Jean-Baptiste Dortignacq, che completò il percorso in 11h05'00", precedendo l'italiano Mario Bruschera ed il connazionale Henri Lignon.
I corridori che partirono dal Lugo furono 58, mentre coloro che tagliarono il medesimo traguardo furono 18.

## Ordine d'arrivo (Primi 10)
| Pos. | Corridore          | Squadra       | Tempo     |
| ---- | ------------------ | ------------- | --------- |
| 1    | Jean-B. Dortignacq | Legnano       | 11h05'00" |
| 2    | Mario Bruschera    | Bianchi       | s.t.      |
| 3    | Henri Lignon       | Alcyon-Dunlop | s.t.      |
| 4    | Luigi Ganna        | Atala         | s.t.      |
| 5    | Alfredo Sivocci    | Legnano       | a 2"      |
| 6    | Carlo Galetti      | Atala         | s.t.      |
| 7    | Giuseppe Contesini | Legnano       | s.t.      |
| 8    | Eberardo Pavesi    | Atala         | s.t.      |
| 9    | Enrico Sala        | Atala         | s.t.      |
| 10   | Luigi Chiodi       | Peugeot       | s.t.      |